# Stanislav Šmatlák
Stanislav Šmatlák (Oszlány, 1925. november 28. – Pozsony, 2008. augusztus 5.) szlovák irodalomtörténész, -tudós és -kritikus. A szlovák irodalom történetéről szóló alapvető művek és irodalmi monográfiák szerzője.
1966-ban társalapítója volt Miroslav Válekkal a Romboid magazinnak.

## Művei
- Hviezdoslav: Zrod a vývin jeho lyriky. Slovenské vydavateľstvo krásnej literatúry, Pozsony, 1961
- Básnik Laco Novomeský. Slovenský spisovateľ, Pozsony, 1967
- Pozvanie do básne: Stretnutia s poéziou Milana Rúfusa a Miroslava Válka. Smena, Pozsony, 1971
- 150 rokov slovenskej lyriky. Tatran, Pozsony, 1971
- Súčasnosť a literatúra. Slovenský spisovateľ, Pozsony, 1975
- Vývin a tvar Kraskovej lyriky. Tatran, Pozsony, 1976
- Program a tvorba: Štúdie o slovenskej proletárskej literatúre. Tatran, Pozsony, 1977
- Dve storočia slovenskej lyriky: obdobia, osobnosti, diela. Tatran, Pozsony, 1979
- Literárne rozhovory. Smena, Pozsony, 1981
- V siločiarach básne. Smena, Pozsony, 1983
- Laco Novomeský. Slovenský spisovateľ, Pozsony, 1984
- Dejiny slovenskej literatúry: od stredoveku po súčasnosť. Tatran, Pozsony, 1988
- Dejiny slovenskej literatúry 1: 9.-18. storočie. Národné literárne centrum, Pozsony, 1997; Literárne informačné centrum, Pozsony, 2002
- Dejiny slovenskej literatúry 2 : 19. storočie a prvá polovica 20. storočia. Literárne informačné centrum, Pozsony, 2001[4][5]

### Magyarul
- A szlovák líra erővonalai; vál. Zalabai Zsigmond, ford. Balla Kálmán et al., előszó Stanislav Šmatlák; Madách–Európa, Pozsony–Bp., 1985